# Chino, Nagano
Chino (茅野市 Chino-shi) là một thành phố thuộc tỉnh Nagano, Nhật Bản.